# Liste der spanischen Botschafter in Frankreich

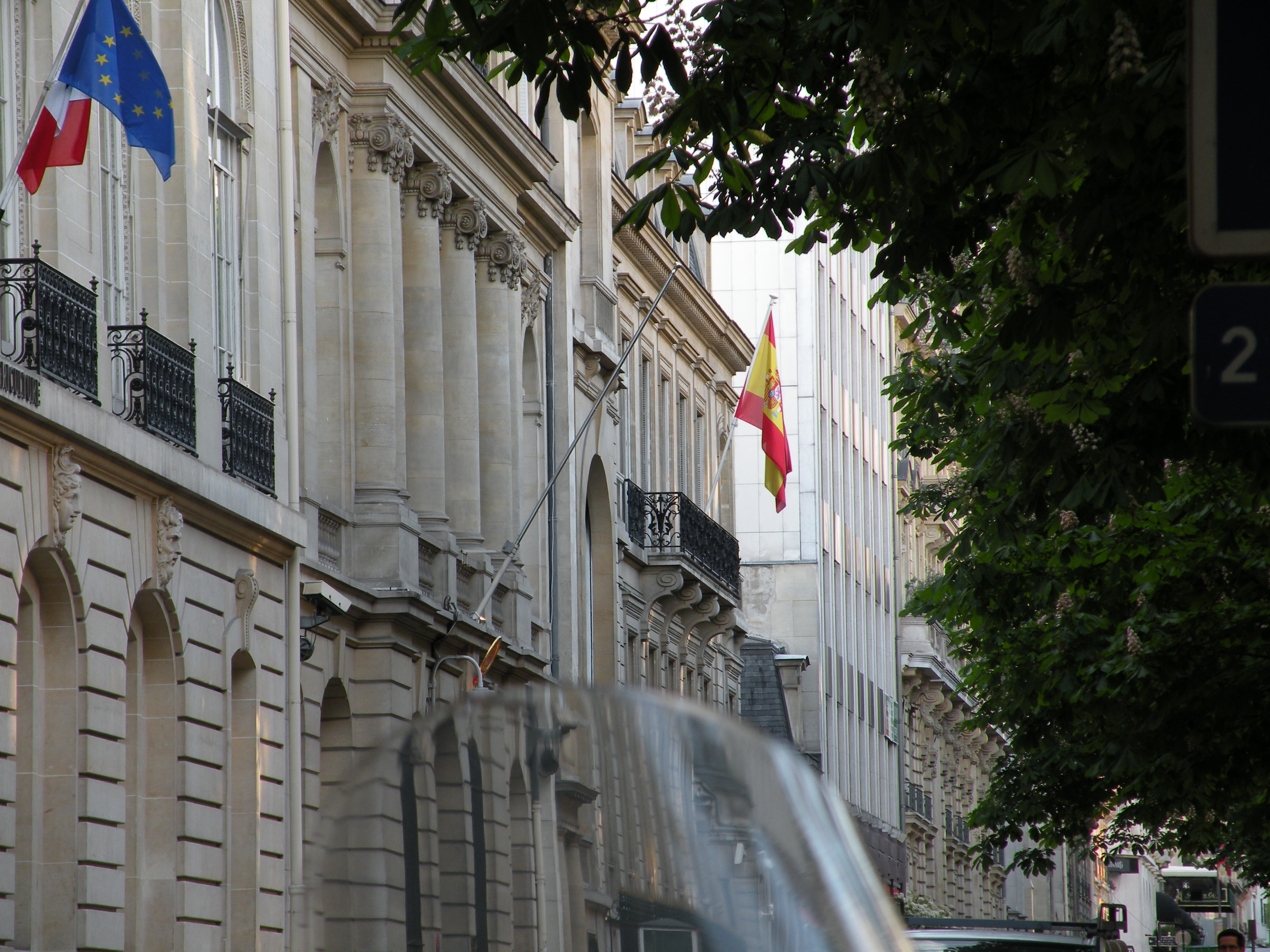
Ambassade d’Espagne, 22 Avenue Marceau, 75008 Paris

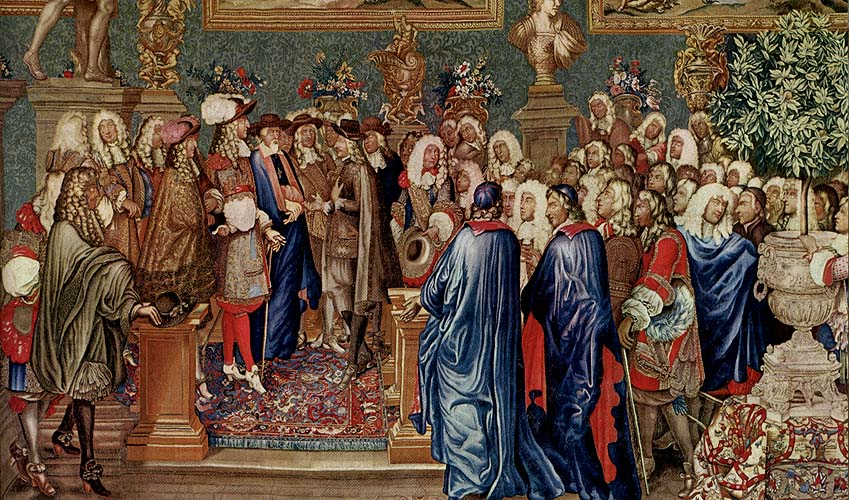
Entschuldigungsaudienz des spanischen Gesandten vor Ludwig XIV. am 24. März 1662 nach dem Londoner Kutschenstreit, Dienstsitz war von Ludwig XIV. bis Ludwig XVI. am Hof von Schloss Versailles

Liste der spanischen Gesandten und Botschafter in Frankreich.

## Missionschefs
| Ernannt / Akkreditiert | Name | Bemerkungen                                                                                     | ernannt während der Regierung von | akkreditiert bei           | Posten verlassen |
| ---------------------- | --- | ----------------------------------------------------------------------------------------------- | --------------------------------- | -------------------------- | ---------------- |
| 1454                   | Fortún Velázquez de Cuéllar |                                                                                                 | Heinrich IV.                      | Karl VII.                  |                  |
| 1484                   | Juan Ruiz de Medina |                                                                                                 | Ferdinand II.                     | Karl VIII.                 |                  |
| 1559                   | Antoine Perrenot de Granvelle |                                                                                                 | Philipp II.                       | Franz II.                  |                  |
| 1571                   | Enrique de Guzmán | [ 1 ]                                                                                           | Philipp II.                       | Karl IX.                   |                  |
| 1571                   | Diego de Zúñiga y Requesens | auch Diego de Cúñiga (* 1536; † 1598)                                                           | Philipp II.                       | Karl IX.                   | 1572             |
| Nov. 1584              | Bernardino de Mendoza |                                                                                                 | Philipp II.                       | Heinrich III.              | 1590             |
| 1593                   | Lorenzo IV Suárez de Figueroa y Córdoba                                                                                                |                                                                                                 | Philipp II.                       | Heinrich IV.               | 1595             |
| 1620                   | Antonio Dávila y Zúñiga |                                                                                                 |                                   |                            | 1632             |
| Aug. 1632              | Cristóbal de Benavente y Benavides |                                                                                                 |                                   |                            | 1635             |
| 1659                   | Alonso Peres de Vivero y Menchaca | Ausgewiesen wegen des Londoner Kutschenstreits                                                  | Philipp IV.                       |                            | 1661             |
| 1661                   | Antonio de Tovar y Paz | [ 5 ]                                                                                           | Philipp IV.                       | Ludwig XIV.                |                  |
| 1678                   | Pablo Spínola Doria |                                                                                                 | Karl II.                          | Ludwig XIV.                | 1679             |
| 1698                   | Manuel Castelldosrius de Oms y de Santa Pau                                                                                            |                                                                                                 | Karl II.                          | Ludwig XIV.                | 1703             |
| 1703                   | Antonio Martin Alvarez de Toledo, Conde de Alba                                                                                        |                                                                                                 | Karl VI.                          | Ludwig XIV.                | 1711             |
| 1711                   | Felix Cornejo |                                                                                                 | Karl VI.                          | Ludwig XIV.                | 1715             |
| 1715                   | Antonio del Giudica |                                                                                                 | Karl VI.                          | Ludwig XV.                 | 1719             |
| 1720                   | Patrick Laules |                                                                                                 | Karl VI.                          | Ludwig XV.                 | 1725             |
| 1730                   | Baltasar Patiño y Rosales | (1666–1733)                                                                                     | Ludwig I.                         | Ludwig XV.                 | 1733             |
| 1733                   | Fernando Triviño Figueroa y Alarcón |                                                                                                 | Ludwig I.                         | Ludwig XV.                 | 1736             |
| 1736                   | Jaime Miguel de Guzmán Dávalos y Spínola                                                                                               |                                                                                                 | Ludwig I.                         | Ludwig XV.                 | 1740             |
| 1740                   | Principe di Campofiorito, Luigi Riggio Saladino Branciforti-Colonnad († 1758)                                                          |                                                                                                 | Ludwig I.                         | Ludwig XV.                 | 1746             |
| 8. Aug. 1746           | Fernando de Silva y Álvarez de Toledo                                                                                                  |                                                                                                 | Ferdinand VI.                     | Ludwig XV.                 | 1749             |
| 1749                   | Francisco Pignatelli | (* 1687; † 1751)                                                                                | Ferdinand VI.                     | Ludwig XV.                 | 1751             |
| 1752                   | Jaime Massones de Lima, Conde de Montalvo                                                                                              | (* 1697; † 1778)                                                                                | Ferdinand VI.                     | Ludwig XV.                 | 1761             |
| 1761                   | Jerónimo Grimaldi |                                                                                                 | Karl III.                         | Ludwig XV.                 | 1763             |
| 1764                   | Joaquín Atanasio Pignatelli de Aragón y Moncayo y Fernández de Heredia (* 2. Mai 1724 in Madrid; † 13. Mai 1776), 16. Conde de Fuentes |                                                                                                 | Karl III.                         | Ludwig XV.                 | 1772             |
| 1766                   | de Maguelone | Geschäftsträger                                                                                 | Karl III.                         | Ludwig XV.                 |                  |
| 1773                   | Pedro Pablo Abarca de Bolea, conde de Aranda                                                                                           |                                                                                                 | Karl III.                         | Ludwig XV.                 | 1787             |
| 1785                   | Carlos José Gutiérrez de los Ríos |                                                                                                 | Karl III.                         | Ludwig XVI.                | 1790             |
| 1787                   | 6. Comte de Fernán-Núñez, Carlos José Gutiérrez de los Ríos                                                                            |                                                                                                 | Ludwig XVI.                       | 1791                       |                  |
| 1791                   | Domingo de Iriarte y Nieves Ravelo | Geschäftsträger                                                                                 | Karl IV.                          | Ludwig XVI.                | 1792             |
| 1796                   | Federico Carlos Gravina y Nápoli |                                                                                                 | Karl IV.                          | Direktorium                | 1805             |
| März 1798              | José Nicolás de Azara |                                                                                                 | Karl IV.                          | Direktorium                | Nov. 1803        |
| 1804                   | Federico Carlos Gravina y Nápoli |                                                                                                 | Karl IV.                          | Bonaparte                  |                  |
| 1805                   | Carlos Carlo Sebastiano Ferrero-Fieschi                                                                                                |                                                                                                 | Karl IV.                          | Bonaparte                  | Okt. 1808        |
| 1820                   | Carlos Gutiérrez de los Ríos |                                                                                                 | Ferdinand VII.                    | Ludwig XVIII.              |                  |
| 1820                   | Carlos Martínez de Irujo y Tacón |                                                                                                 | Ferdinand VII.                    | Ludwig XVIII.              | 1823             |
| 1824                   | Luis Fernández de Córdova |                                                                                                 | Ferdinand VII.                    | Karl X.                    | 1833             |
| 1835                   | Miguel de Álava |                                                                                                 | Isabella II.                      | Louis-Philippe I.          |                  |
| 1838                   | Manuel Pando Fernández de Pinedo |                                                                                                 | Isabella II.                      | Louis-Philippe I.          |                  |
| 1840                   | Salustiano Olózaga | [ 6 ]                                                                                           | Isabella II.                      | Louis-Philippe I.          | 1843             |
| 1848                   | Joaquín Francisco Pacheco |                                                                                                 | Isabella II.                      | Louis-Philippe I.          | 1850             |
| 1850                   | Carlos Martínez de Irujo y McKean |                                                                                                 | Isabella II.                      | Napoleon III.              |                  |
| 1853                   | Mariano Téllez-Girón y Beaufort-Spontin, 12 Duque de Osuna                                                                             | (* 1814; † 1882)                                                                                | Isabella II.                      | Napoleon III.              |                  |
| 1856                   | Salustiano Olózaga |                                                                                                 | Isabella II.                      | Napoleon III.              |                  |
| 1856                   | Francisco Antonio Eduvigis Dolores Serrano y Dominguez, Patricio de Castilla                                                           | (* 1810; † 1885)                                                                                | Isabella II.                      | Napoleon III.              | 1857             |
| 1860                   | Alejandro Mon y Menéndez |                                                                                                 | Isabella II.                      | Napoleon III.              |                  |
| 1865                   | Salvador Bermúdez de Castro | (* 1817; † 1883)                                                                                | Isabella II.                      | Napoleon III.              | 1866             |
| 1870                   | Salustiano Olózaga | Emser Depesche                                                                                  | Amadeus I.                        | Napoleon III.              | 1873             |
| 1875                   | Mariano Roca de Togores y Carrasco |                                                                                                 | Alfons XII.                       | Patrice de Mac-Mahon       | 1881             |
| 1884                   | Manuel Silvela |                                                                                                 | Alfons XII.                       | Jules Grévy                | 1885             |
| Feb. 1885              | Francisco de Cárdenas Espejo | [ 7 ]                                                                                           | Maria Christina                   | Jules Grévy                | 1887             |
| 1890                   | Fermín Lasala y Collado |                                                                                                 | Alfons XIII.                      | Marie François Sadi Carnot | 1895             |
| 12. Nov. 1887          | Fernando León y Castillo |                                                                                                 | Alfons XIII.                      | Marie François Sadi Carnot | 1918             |
| 1891                   | José Luis Albareda y Sezde | [ 8 ]                                                                                           | Alfons XIII.                      | Marie François Sadi Carnot |                  |
| 1910                   | Juan Pérez Caballero y Ferrer | [ 9 ]                                                                                           | Alfons XIII.                      | Armand Fallières           |                  |
| 1912                   | Wenceslao Ramírez de Villaurrutia | [ 10 ]                                                                                          | Alfons XIII.                      | Armand Fallières           |                  |
| 1912                   | Juan Bautista Pérez-Caballero Ferrer                                                                                                   |                                                                                                 | Alfons XIII.                      | Armand Fallières           |                  |
| 1915                   | Carlos Espinosa de los Monteros y Sagaseta de Ilurdoz                                                                                  |                                                                                                 | Alfons XIII.                      | Raymond Poincaré           | 29. Dez. 1915    |
| 1917                   | José María Quiñones de León |                                                                                                 | Alfons XIII.                      | Raymond Poincaré           | 16. Apr. 1931    |
| 1932                   | Salvador de Madariaga y Rojo | (* 1886; † 1978)                                                                                | Niceto Alcalá Zamora              | Paul Doumer                | 1933             |
| 1933                   | José María Aguinaga | Geschäftsträger                                                                                 | Niceto Alcalá Zamora              | Albert Lebrun              | 1934             |
| Aug. 1934              | Juan Cardenas y Rodriguez de Rivas |                                                                                                 | Niceto Alcalá Zamora              | Albert Lebrun              | Apr. 1936        |
| Nov. 1936              | Luis Araquistáin |                                                                                                 | Manuel Azaña                      | Albert Lebrun              |                  |
| März 1938              | Marcelino Pascua |                                                                                                 | Francisco Franco                  | Albert Lebrun              | 1939             |
| Okt. 1937              | Ángel Ossorio y Gallardo |                                                                                                 | Francisco Franco                  | Albert Lebrun              | Feb. 1938        |
| 1939                   | José Félix de Lequerica | [ 12 ]                                                                                          | Francisco Franco                  | Albert Lebrun              | 1944             |
| 1944                   | José Antonio de Sangroniz y Castro |                                                                                                 | Francisco Franco                  | Charles de Gaulle          | 1945             |
| 1945                   | Miguel Mateu Pla |                                                                                                 | Francisco Franco                  | Charles de Gaulle          | 1947             |
| 16. Feb. 1951          | Manuel Aguirre de Cárcer y Tejada | (* 1882; † 1969)                                                                                | Francisco Franco                  | Vincent Auriol             | 18. Apr. 1952    |
| 18. Apr. 1952          | José Rojas y Moreno, Conde de Casa Rojas                                                                                               |                                                                                                 | Francisco Franco                  | Vincent Auriol             | 25. Jan. 1960    |
| 7. Juli 1960           | José María de Areilza y Martínez de Rodas, Conde de Motrico                                                                            | (* 1909 in Portugalete; )                                                                       | Francisco Franco                  | Charles de Gaulle          | 28. Okt. 1964    |
| 29. Okt. 1964          | Carlos de Miranda y Quartín |                                                                                                 | Francisco Franco                  | Charles de Gaulle          | 6. Apr. 1966     |
| 7. Apr. 1966           | Pedro Cortina Mauri |                                                                                                 | Francisco Franco                  | Charles de Gaulle          | 3. Jan. 1974     |
| 19. März 1974          | Miguel María de Lojendio e Irure |                                                                                                 | Carlos Arias Navarro              | Valéry Giscard d’Estaing   | 9. Aug. 1976     |
| 10. Aug. 1976          | Francisco Javier Elorza y Echámiz, Marqués de Nerva                                                                                    | Francisco Javier Vallaure y Fernández Peña (* 1918 in Oviedo (Asturias); † 20. April 2007)      | Adolfo Suárez                     | Valéry Giscard d’Estaing   | 22. Juni 1978    |
| 23. Juni 1978          | Miguel Solano Aza |                                                                                                 | Adolfo Suárez                     | Valéry Giscard d’Estaing   | 13. Apr. 1983    |
| 13. Apr. 1983          | Joan Raventós |                                                                                                 | Felipe González                   | François Mitterrand        | 2. Mai 1986      |
| 31. Mai 1986           | Juan Durán-Loriga Rodrigáñez | 1968 erster spanischer Botschafter in Äquatorialguinea, 16. März 1982 – Bonn                    | Felipe González                   | François Mitterrand        | 15. Feb. 1991    |
| 15. Feb. 1991          | Gabriel Ferrán de Alfaro |                                                                                                 | Felipe González                   | François Mitterrand        | 3. Juni 1994     |
| 10. Juni 1994          | Máximo Cajal |                                                                                                 | Felipe González                   | François Mitterrand        | 8. Juli 1996     |
| 10. Juli 1996          | Carlos Manuel de Benavides y Salas |                                                                                                 | José María Aznar                  | Jacques Chirac             | 23. Juli 2000    |
| 24. Juli 2000          | Francisco Javier Elorza Cavengt | Francisco Javier Elorza y Cavengt, 4. Marqués de Nerva (* 17. Oktober 1945) 2005–2007 in Moskau | José María Aznar                  | Jacques Chirac             | 26. Juli 2004    |
| 27. Juli 2004          | Francisco Villar y Ortiz de Urbina |                                                                                                 | José Luis Rodríguez Zapatero      | Jacques Chirac             | 8. Okt. 2010     |
| 11. Okt. 2010          | Carlos Bastarreche |                                                                                                 | José Luis Rodríguez Zapatero      | Nicolas Sarkozy            | 22. Juni 2014    |
| 23. Juni 2014          | Ramón de Miguel y Egea |                                                                                                 |                                   |                            | 3. Mai 2017      |
| 4. Mai 2017            | Fernando Carderera Soler |                                                                                                 |                                   |                            | 5. Feb. 2020     |
| 5. Feb. 2020           | José Manuel Albares Bueno |                                                                                                 |                                   |                            | 12. Juli 2021    |